# La Vibora
La Vibora (spanisch für Die Schlange) in Six Flags Over Texas (Arlington, Texas, USA) war eine stählerne Bobachterbahn vom Modell Swiss Bob des Herstellers Intamin in Zusammenarbeit mit Giovanola, die 1986 unter dem Namen Avalanche Bobsled eröffnet wurde. Bis zu ihrer Schließung im Jahre 2024 war sie die letzte, sich noch in Betrieb befindliche Achterbahn des Modells.
Die Wagen von La Vibora fuhren nicht auf klassischen Achterbahnschienen, sondern in einem kurvigen Bobbahn-ähnlichen Kanal, wodurch auch das Erlebnis einer Fahrt in einem Bobschlitten nachgestellt werden sollte. Später wurde die Thematisierung von einem Alpen-Thema in ein Schlangen-Thema umdesignt.
Ursprünglich wurde die Bahn 1984 in Six Flags Magic Mountain als Sarajevo Bobsleds eröffnet. Da sie aber Teil des ride rotation program von Six Flags war, wurde sie bereits zwei Jahre später nach Six Flags Over Texas transportiert.